# Джонс, Вон
Сэр Вон Фредерик Рэндэл Джонс (англ. Vaughan Frederick Randal Jones; 31 декабря 1952 — 6 сентября 2020) — американский математик, лауреат международных премий. Знаменит работами в области функционального анализа и теории узлов.

## Биография
Вон Джонс родился в Гисборне, но вырос в Кеймбридже. В 1970 году он поступил в Оклендский университет, где в 1972 году получил степень бакалавра наук, а в 1973 году — магистра наук с отличием. В 1974 году он отправился в Швейцарию, где в 1979 году под руководством Андре Хефлигера защитил диссертацию в Университете Женевы.
В 1980 году Вон Джонс переехал в США, где в 1980—1981 учебном году преподавал в Калифорнийском университете в Лос-Анджелесе, а с 1981 по 1985 год — в Пенсильванском университете. С 1985 года он стал профессором Калифорнийского университета в Беркли.

## Награды
- 1990 — Филдсовская премия
- 1991 — Медаль Резерфорда
- 2002 — Новозеландский Орден Почёта

## Членство в академиях
- Лондонское королевское общество (1990)[7]
- Национальная академия наук США (1999)[8]
- Норвежская академия наук (2001)
- Действительный член Американского математического общества (2012)[9]